# Amycus rufifrons
Amycus rufifrons là một loài nhện trong họ Salticidae.
Loài này thuộc chi Amycus. Amycus rufifrons được Eugène Simon miêu tả năm 1900.